# Danh sách đô thị tại Soria
Đây là danh sách các đô thị ở tỉnh Soria thuộc cộng đồng tự trị Castile-Leon, Tây Ban Nha.
| Tên                          | Dân số (2002) |
| Abejar                       | 358           |
| Acrijos                      | 0             |
| Adradas                      | 91            |
| Ágreda                       | 3.219         |
| Alconaba                     | 169           |
| Alcubilla de Avellaneda      | 209           |
| Alcubilla de las Peñas       | 97            |
| Aldealafuente                | 140           |
| Aldealices                   | 29            |
| Aldealpozo                   | 32            |
| Aldealseñor                  | 46            |
| Aldehuela de Periáñez        | 44            |
| Las Aldehuelas               | 110           |
| Alentisque                   | 41            |
| Aliud                        | 34            |
| Almajano                     | 210           |
| Almaluez                     | 283           |
| Almarza                      | 595           |
| Almazán                      | 5.750         |
| Almazul                      | 167           |
| Almenar de Soria             | 360           |
| Alpanseque                   | 100           |
| Arancón                      | 115           |
| Arcos de Jalón               | 1.797         |
| Arenillas                    | 40            |
| Arévalo de la Sierra         | 92            |
| Ausejo de la Sierra          | 60            |
| Baraona                      | 230           |
| Barca                        | 128           |
| Barcones                     | 45            |
| Bayubas de Abajo             | 278           |
| Bayubas de Arriba            | 72            |
| Beratón                      | 34            |
| Berlanga de Duero            | 1.132         |
| Blacos                       | 60            |
| Bliecos                      | 53            |
| Borjabad                     | 60            |
| Borobia                      | 372           |
| Buberos                      | 47            |
| Buitrago                     | 56            |
| Burgo de Osma-Ciudad de Osma | 5.086         |
| Cabrejas del Campo           | 82            |
| Cabrejas del Pinar           | 485           |
| Calatañazor                  | 65            |
| Caltojar                     | 119           |
| CandIlyichera                | 218           |
| Cañamaque                    | 42            |
| Carabantes                   | 38            |
| Caracena                     | 17            |
| Carrascosa de Abajo          | 35            |
| Carrascosa de la Sierra      | 13            |
| Casarejos                    | 257           |
| Castilfrío de la Sierra      | 27            |
| Castilruiz                   | 307           |
| Castillejo de Robledo        | 180           |
| Centenera de Andaluz         | 28            |
| Cerbón                       | 47            |
| Cidones                      | 341           |
| Cigudosa                     | 66            |
| Cihuela                      | 93            |
| Ciria                        | 115           |
| Cirujales del Río            | 40            |
| Coscurita                    | 135           |
| Covaleda                     | 1.961         |
| Cubilla                      | 63            |
| Cubo de la Solana            | 235           |
| Cueva de Ágreda              | 90            |
| Dévanos                      | 123           |
| Deza                         | 370           |
| Duruelo de la Sierra, Soria  | 1.496         |
| Escobosa de Almazán          | 39            |
| Espeja de San Marcelino      | 250           |
| Espejón                      | 225           |
| Estepa de San Juan           | 16            |
| Frechilla de Almazán         | 43            |
| Fresno de Caracena           | 50            |
| Fuentearmegil                | 313           |
| Fuentecambrón                | 65            |
| Fuentecantos                 | 54            |
| Fuentelmonge                 | 131           |
| Fuentelsaz de Soria          | 59            |
| Fuentepinilla                | 144           |
| Fuentes de Magaña            | 92            |
| Fuentestrún                  | 71            |
| Garray                       | 482           |
| Golmayo                      | 942           |
| Gómara                       | 444           |
| Gormaz                       | 20            |
| Herrera de Soria             | 23            |
| Hinojosa del Campo           | 45            |
| Langa de Duero               | 873           |
| Liceras                      | 63            |
| La Losilla                   | 18            |
| Magaña                       | 114           |
| Maján                        | 21            |
| Matalebreras                 | 121           |
| Matamala de Almazán          | 393           |
| Medinaceli                   | 739           |
| Miño de Medinaceli           | 111           |
| Miño de San Esteban          | 90            |
| Molinos de Duero             | 182           |
| Momblona                     | 38            |
| Monteagudo de las Vicarías   | 278           |
| Montejo de Tiermes           | 245           |
| Montenegro de Cameros        | 109           |
| Morón de Almazán             | 257           |
| Muriel de la Fuente          | 82            |
| Muriel Viejo                 | 72            |
| Nafría de Ucero              | 81            |
| Narros                       | 50            |
| Navaleno, Soria              | 960           |
| Nepas                        | 82            |
| Nolay                        | 92            |
| Noviercas                    | 229           |
| Ólvega                       | 3.350         |
| Oncala                       | 105           |
| Pinilla del Campo            | 23            |
| Portillo de Soria            | 22            |
| La Póveda de Soria           | 118           |
| Pozalmuro                    | 110           |
| Quintana Redonda             | 566           |
| Quintanas de Gormaz          | 195           |
| Quiñonería                   | 15            |
| Los Rábanos                  | 447           |
| Rebollar                     | 50            |
| Recuerda                     | 114           |
| Rello                        | 34            |
| Renieblas                    | 123           |
| Retortillo de Soria          | 238           |
| Reznos                       | 45            |
| La Riba de Escalote          | 25            |
| Rioseco de Soria             | 142           |
| Rollamienta                  | 46            |
| El Royo                      | 319           |
| Salduero                     | 193           |
| San Esteban de Gormaz        | 3.387         |
| San Felices                  | 87            |
| San Leonardo de Yagüe        | 2.158         |
| San Pedro Manrique           | 538           |
| Santa Cruz de Yanguas        | 65            |
| Santa María de Huerta        | 432           |
| Santa María de las Hoyas     | 195           |
| Serón de Nágima              | 228           |
| Soliedra                     | 37            |
| Soria                        | 35.112        |
| Sotillo del Rincón           | 232           |
| Suellacabras                 | 36            |
| Tajahuerce                   | 41            |
| Tajueco                      | 117           |
| Talveila                     | 193           |
| Tardelcuende                 | 618           |
| Taroda                       | 80            |
| Tejado                       | 198           |
| Torlengua                    | 104           |
| Torreblacos                  | 33            |
| Torrubia de Soria            | 96            |
| Trévago                      | 70            |
| Ucero                        | 98            |
| Vadillo                      | 139           |
| Valdeavellano de Tera        | 256           |
| Valdegeña                    | 50            |
| Valdelagua del Cerro         | 20            |
| Valdemaluque                 | 274           |
| Valdenebro                   | 145           |
| Valdeprado                   | 20            |
| Valderrodilla                | 115           |
| Valtajeros                   | 27            |
| Velamazán                    | 139           |
| Velilla de la Sierra         | 25            |
| Velilla de los Ajos          | 43            |
| Viana de Duero               | 76            |
| Villaciervos                 | 94            |
| Villanueva de Gormaz         | 18            |
| Villar del Ala               | 63            |
| Villar del Campo             | 37            |
| Villar del Río               | 176           |
| Los Villares de Soria        | 119           |
| Villasayas                   | 102           |
| Villaseca de Arciel          | 42            |
| Vinuesa                      | 1.057         |
| Vizmanos                     | 37            |
| Vozmediano                   | 47            |
| Yanguas                      | 134           |
| Yelo                         | 56            |